# 이스파 반란
이스파 반란(Ispah rebellion, 중국어 정체자: 亦思巴奚兵亂, 병음: Yìsībāxī Bīngluàn)은 14세기 중엽 중국 원(元)의 복건(福建) 지방에서 발생한 반란이다. 이스파(Ispah)라는 말은 페르시아어로 "세파(سپاه" , sepâh)에서 유래한 것으로 보이는데, 이는 "군대(army)" 혹은 "세포이(Sepoy)"라는 뜻이다. 때문에 이 반란은 또한 중국 문헌에서는 페르시안 세포이(파수병) 반란(Persian Sepoy rebellion, 波斯戍兵之亂)으로도 알려져 있다.

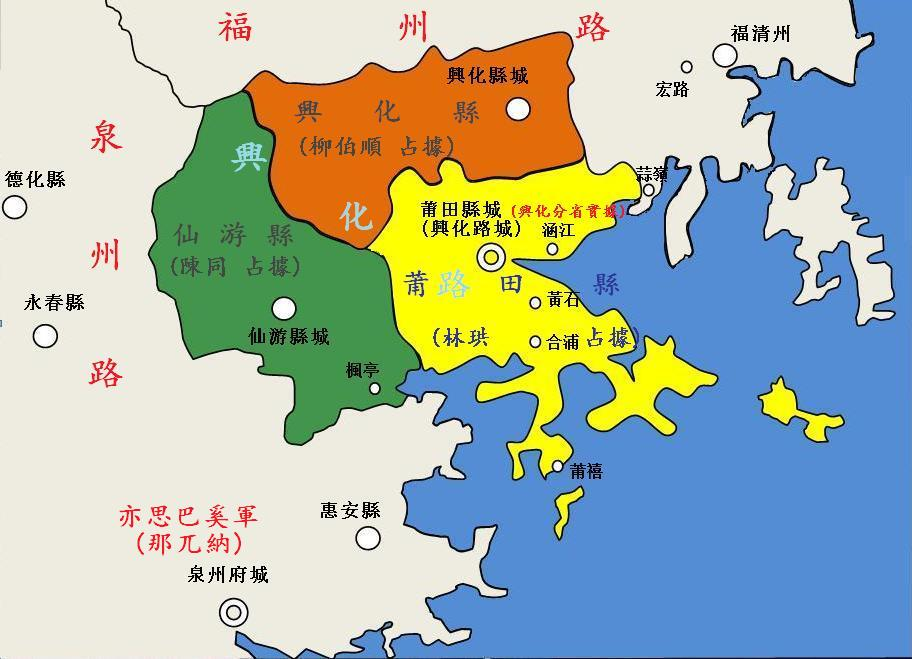
1362년 반란 당시 흥화부(興化府) 상황

원조의 법령 하에, 아랍인과 페르시안 무슬림을 가리키는 '색목인(色目人)'들이 중국 항구 천주(泉州)로 더 많이 유입해 들어왔다. 1357년, 천주의 두 무슬림 사이프 앗딘(Sayf ad-Din, 賽甫丁)과 아미르 앗딘(Amir ad-Din, 阿迷里丁)이 이끄는 무슬림 군대가 원에 대항하여 봉기하였다. 군대는 천주와 보전(莆田)을 포위하고, 심지어 성도(省都) 복주(福州)에까지 이르렀다.
1362년, 이스파 군대가 내란에 빠져 붕괴하였다. 1366년, 원에 충성을 보인 한족 군벌 진우정(陳友定)이 이를 격파하였다.

## 역사적 배경
13세기부터 14세기에 이르기까지 원의 복건 지역에서 해외무역이 극히 번성하였다. 해양 실크로드(martime silk road)의 시점으로서, 천주는 중국에서 가장 큰 항구였고, 세계에서도 가장 큰 항구였다. 또한 천주는 복건에서 가장 큰 도시로서, 성도인 복주보다도 인구가 많았다. 아랍인들은 천주를 '호랑이 발톱'이라고 지칭하였다. 이는 유럽 등지의 상인들이 이전부터 칭해 오던 것이기도 했다. 당시 천주는 50km에 가까운 성벽으로 둘러쳐졌으며, 인구는 200만이 넘었다. 진강(晉江)의 강과 부두는 고도로 무역이 발달했으며, 1만척 이상이 정박하였다. 천주는 비단, 도자기, 구리, 철은 물론 새틴(satin) 비단과 같은 고가품들을 수출하였고, 진주, 상아, 코뿔소뿔, 유향(乳香, frankincense) 등이 수입되었다. 가장 중요한 수입품은 향료와 허브였다.
천주는 아랍인, 페르시아인, 유럽인, 유대인, 타밀인, 아르메니아인 등 대부분 외국인 거주자였다. 약 100개의 언어가 사용되었다. 천주 관료들은 이들 외국인을 '번(番)'이라 칭하였다. 대량의 외국인이 유입되어 오면서, 당국에서는 외국인들의 체류를 불허하고 지역 사회에 개입하였다. 천주는 '번방(蕃坊)' 혹은 '번인항(蕃人巷)'이라는 거대한 소수민족 집단거주지(ethnic enclave)가 있었다. 외국인과 원주민들이 결혼하여 혼혈아가 탄생하기도 하였는데, 이들을 '반남번(半南蕃)'이라 하였다. 외국인과 원주민 간의 문화적 교착이 있었지만, 외국인들은 여전히 자신의 종교를 신봉하였고 확산시켰다. 이들 종교 가운데에는 이슬람, 기독교, 마니교, 힌두교 등이 있었다. 종교적 민족적 다양성으로 인해 행정 당국은 커다란 문제에 직면하였다.

## '이스파'의 유래
'이스파'의 어원설은 다양하다. 일부는 '이스파'가 페르시아어인 '민병대', '기사' 등을 뜻하는 '세파(سپاه, sepâh)'에서 나왔다고도 한다. 또한 페르시아어로 '용병'을 뜻하는 단어에서 나왔다거나, 많은 사람들이 왔다고 하는 도시 '이스파한(Isfahan)'에서 유래하였다고도 한다. 또한 일부에서는 실제 고유명사라기보다는 부대를 의미하는 데에 사용된 것이라고도 하였다.

## 수니파와 시아파의 갈등
원대 초기, 몽골인들은 이슬람 수니(Sunni)파 색목인 포수경(蒲壽庚) 가족에게 공적 지원을 제공하였다. 이들은 남송(南宋)의 저항을 물리치고 원 건국에 일조했기 때문이다. 그 결과, 포수경 가문은 정치 경제적으로 더 큰 영향력을 발휘할 수 있었다. 수니파 무슬림들은 천주에서 더욱 강력해졌고, 시아파(Shiites)들을 배격하였다. 이는 이들 간의 갈등을 격화시켰다. 원나라가 건국된 지 19년째인 1282년, 원조는 3,000명의 시아파 군대를 천주에 배치하였지만, 천주에는 여전히 시아파 무슬림들이 너무나도 적었다.
원말이 가까워지면서, 정부는 다양한 무장 봉기에 대처하고자 하였다. 천주 시아파 페르시아인들은 이스파 군대를 조직하여 자신의 민족을 보호하였다. 이들은 이미 강력한 힘을 가지면서 인구수도 상당하였다. 1357년 양력 3월, 이스파 군대 지휘관 사이프 앗딘과 아미르 앗딘은 천주를 장악할 기회를 얻었고, 이전부터 강력하였던 수니파를 압박하였다. 이스파 군대는 복건에서 가장 강력한 군대 중 하나가 되었다.

## 패배
봉기가 좌절되면서, 원나라 관군은 천주 색목인 상인 대다수를 살해하였고, 페르시아인 전원을 몰살하였다. 일부 외국인은 생존하여 천주를 탈출, 월항(月港)이나 진강(晉江)과 같은 다른 복건 남부 항구로 탈출하였고, 이후에는 혹키엔(Hokkien), 즉 복건 남부 민남(閩南) 천주 및 장주(漳州) 지역 공동체로 동화되었으며, 후에 화교(華僑)가 되었다. 모스크(Mosque)나 기타 외국 건축가가 지은 건축물들은 거의 다 파괴되었고, 관군은 포수경 일족 후예를 몰살하였으며, 이들의 시체를 난도질하였다. 일부 후예들만이 탈출하여 오(吳)나 복(卜)으로 성을 바꾸고 살았다.

## 영향
천주에서는, 아랍인, 페르시아인, 색목인 등 여러 집단들이 서로 결혼하였고 신앙의 다양성에 따라 살아가는 혼혈아를 낳았다. 그러나 이스파 반란 이후, 외국인공포증(xenophobia)가 확산됨에 따라, 원조에서는 외국인과의 결혼이 금기시되었다. 일부 원주민들은 결혼한 외국 여성과 절연하기도 하였다. 그런 사람 중 하나가 바로 천주 임(林)씨의 임노(林駑)였다.

### 임노
임노(林駑)는 임려(林閭)의 아들로, 1376년 페르시아 호르무즈(Hormuz)를 여행하였고, 페르시아 혹은 아랍 여성과 결혼하였으며, 신부를 천주로 데려왔다.
임노와 후손들은 족보에서 삭제되었다. 친척들은 이슬람으로 개종하고 페르시아 여성과 결혼한 임노에 대해 분개하였다. 페르시아 색목인들의 잔혹한 행위, 이스파 반란에 대한 원의 진압, 색목인 대학살로 인해 당시 외국인에 대한 혐오와 공포가 만연한 가운데, 임씨들은 수치심을 느끼고 가문의 성을 임(林)에서 이(李)로 바꾸어, 이슬람을 신봉하는 친척들과 임노 및 페르시아 아내의 후손들과의 연을 피하고자 하였다.
임노는 바로 명대 양명학자이자 개혁가로 '이탁오(李卓吾)'라는 이름으로 잘 알려진 이지(李贄)의 조상이다. 이지 때에는 이미 무슬림이 아니었다.

## 같이 보기
- 색목인
- 원대 이슬람
- 홍건적의 난

## 참고 문헌
- Reid, Anthony (2006): Hybrid Identities in the Fifteenth-Century Straits of Malacca

1. ↑  “CHINESE-IRANIAN RELATIONS vii. SE. China – Encyclopaedia Iranica”.
2. ↑  , additional text.
3. ↑  『이븐바투타 여행기』
4. ↑  “中国网事:千年古港福建"泉州港"被整合改名引网民争议”. 新华网. 2013년 10월 9일에 원본 문서에서 보존된 문서. 2014년 8월 17일에 확인함.
5. 1 2  徐晓望，福建通史，福建人民出版社，2006年
6. ↑  （意）雅各・德安科纳 原著、（英）塞尔本 编译、（泉州海交馆）李玉昆、陈丽华、叶恩典 缩写，《光明之城》缩写本，中国泉州学研究
7. ↑  王四达，宋元泉州外侨社区的兴衰及其启示，《东南文化》2008年第1期
8. ↑  泉州市地方志编纂委员会，《泉州市志》，中国社会科学出版社，2000.5
9. ↑  张忠君、兰陈妍，也论元末亦思巴奚战乱的性质，《黔东南民族师范高等专科学校学报》2003年第21卷第5期
10. ↑  《元史》·卷四十五
11. ↑  Schottenhammer, Angela (2008). 《The East Asian Mediterranean: Maritime Crossroads of Culture, Commerce and Human Migration》. ISBN 9783447058094.
12. ↑  Garnaut, Anthony (March 2006). “The Islamic Heritage in China: A General Survey”. 《China Heritage Newsletter》 (5).
13. ↑  Kühner, Hans. “‘The Barbarians' Writing Is like Worms, and Their Speech Is like the Screeching of Owls’ - Exclusion and Acculturation in the Early Ming Period.” Zeitschrift Der Deutschen Morgenländischen Gesellschaft, vol. 151, no. 2, 2001, pp. 407–429. JSTOR, JSTOR, www.jstor.org/stable/43380301.
14. ↑  Kühner, Hans (2001). “"The Barbarians' Writing is like Worms, and their Speech is like the Screeching of Owls" - Exclusion and Acculturation in the Early Ming Period”. 《Zeitschrift der Deutschen Morgenländischen Gesellschaft》 151 (2): 419. JSTOR 43380301.
15. ↑  Abt, Oded (January 2012). 〈The Lin/Li of Quanzhou / Jinjiang〉 (PDF). 《Muslim Ancestry and Chinese Identity in Southeast China》 (THESIS SUBMITTED FOR THE DEGREE “DOCTOR OF PHILOSOPHY”). Tel Aviv University The Lester & Sally Entin Faculty of Humanities School of Historical Studies. 191쪽.
16. ↑  Association for Asian studies (Ann Arbor;Michigan) (1976), 《A-L, Volumes 1-2》, Columbia University Press, 817쪽, ISBN 978-0-231-03801-0, 2010년 6월 29일에 확인함
17. ↑  Chen, Da-Sheng. “CHINESE-IRANIAN RELATIONS vii. Persian Settlements in Southeastern China during the T'ang, Sung, and Yuan Dynasties”. Encyclopedia Iranica. 2010년 12월 8일에 원본 문서에서 보존된 문서. 2010년 6월 28일에 확인함.